# Aikikai
Fondazione Aikikai (財団法人合気会?, Zaidan Hōjin Aikikai) è un'organizzazione dell'arte marziale giapponese dell'aikidō, riconosciuta ufficialmente dal governo nipponico nel 1940. Viene denominata spesso: "Aikikai Honbu", o più semplicemente, solo "Aikikai". L'associazione descrive se stessa come "l'organizzazione principale per lo sviluppo e la diffusione dell'aikido in tutto il mondo", anche se vi sono diverse diramazioni nelle quali tutte le arti sono denominate aikido. Ci si riferisce spesso all'Aikikai come ad un'organizzazione ombrello per le varie nazioni ed organizzazioni di aikido. La sede dell'Aikikai Hombu Dojo si trova a Tokyo in Giappone.

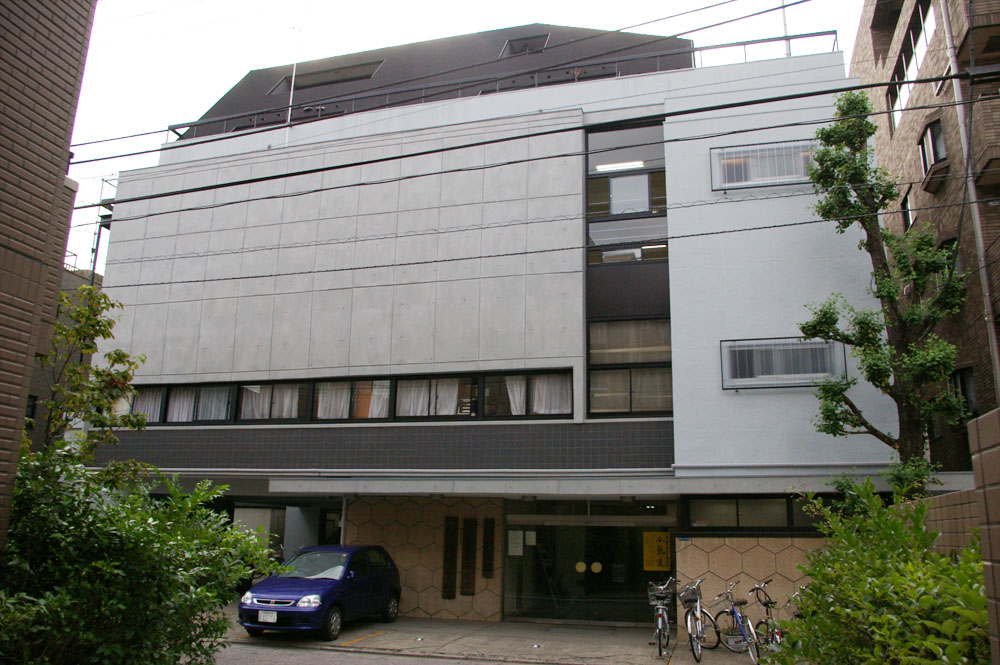
Sede della Fondazione Aikikai

Dopo la morte di Morihei Ueshiba, suo figlio Kisshomaru Ueshiba assunse la leadership dell'organizzazione. L'attuale dōshu dell'Aikikai è il nipote di Morihei Ueshiba, Moriteru Ueshiba. Il sistema in cui l'erede nelle scuole di arti marziali è il figlio (naturale o adottato per motivi di successione) del precedente maestro era comune nelle koryū (scuole tradizionali) e ci si riferiva ad esso come iemoto.
| Dōshu dell'Aikikai | Dal            | Fino al        | Nome               | Fotografia |
| ------------------ | -------------- | -------------- | ------------------ | ---------- |
| 1                  | 1940           | 26 aprile 1969 | Morihei Ueshiba    |            |
| 2                  | 26 aprile 1969 | 4 gennaio 1999 | Kisshomaru Ueshiba |            |
| 3                  | 4 gennaio 1999 | presente       | Moriteru Ueshiba   |            |